# 蔡元生
蔡元生（Winson Tsai，1969年3月3日— ）台灣業餘天文愛好者和天文攝影家，高雄市人，現居住在楠梓區。

## 經歷
蔡元生於1975年就讀永清國小，大義國中，中正預校，後於台灣海軍軍官學校肄業，1985年因當時出現的哈雷彗星開始天文觀測的興趣。2002年在高雄建立圓頂觀測室獨立觀測。
2005年1月，蔡元生與呂科智在屏東縣恆春鎮自費租地一百坪建立私人天文台供搜索新天體。天文台於同年10月22日開幕，內設40厘米口徑折反射望遠鏡。此天文台亦是台灣兩個取得國際天文聯會（IAU）正式認可之天文台之一（另一個為中央大學鹿林天文台）。
2005年底天文台被開罰單，2006年底天文台拆除。
2008年，蔡元生與新疆天文學家高興合作，放置彗星搜巡器材至星明天文台，IAU天文台編號C42，2009年6月15日，楊睿及高興發現一顆彗星—P/2009 L1 YANG-GAO。
2009年，蔡元生與蘇州天文學家陳韜合作，在浙江省安吉縣天荒坪鎮興建江南天池天文台，IAU天文台編號D32。
2010年，蔡元生於梅峰建立台灣第一座高山私人天文台。
2013年，蔡元生與陳韜合作，在西藏阿里(海拔5100公尺)興建北冕天文台，IAU天文台編號N55。

## 家庭
蔡已婚並育有兩女兒。

## 新天體發現

### SOHO彗星
2004年9月23日早上，他在SOHO太陽天文衛星的圖片上發現彗星，並被確認編號為SOHO 838（C/2004 S3），成為台灣首位SOHO彗星發現者。2005年1月3日再發現並被確認為SOHO-897（C/2005 A2），為台灣首位發現SOHO彗星的天文愛好者。

### 超新星
在2006年7月18與19日的紀錄相片中發現位於南魚座的PGC70011編號的星系上一顆16.1等的超新星（19日並已增亮為15.6等），在7月21日得到國際天文學聯合會的確認，該超新星正式獲得SN2006ds編號。這是台灣業餘天文愛好者首次發現的超新星。
2025年4月1日，蔡元生等人組成「JIST天體搜尋團隊」在雙子座NGC 2407星系中發現Ia型超新星—SN2025gmc。

### 小行星
2008年底他和國立中央大學天文研究所黃崇源教授一起申請鹿林天文台SLT 40望遠鏡觀測時間，獲得2009年上半年兩次觀測時間，第一次是3月16日至3月31日。第一次觀測結束，就發現超過六十顆未知小行星。經後續追蹤觀測，已有十三顆經國際天文總會小行星中心（MPC）確認是新小行星，並獲得臨時編號。其中K09F18X在五月七日由MPC公布為第215080號小行星，中央大學和蔡元生觀測團隊共同取得命名權。8月7日由國際天文聯合會公告命名為高雄小行星。
蔡元生的觀測團隊成員還包括蘇州盤門風景區人員陳韜、寧波韓商主管金彰偉及廣東華南農業大學畢業的袁鳳芳。
2011/07命名第二顆小行星為"周杰倫小行星(Chouchiehlun)"，永久編號為257248。
2014/11命名第三顆小行星為"林書豪小行星(Linshuhow)"，永久編號為316020。

## 相關新聞
- 《發現彗星好手　立志覓星命名》2006年5月23日台灣蘋果日報[永久]
- 臺灣業餘天文界發現的第一顆超新星，台北市立天文科學教育館天文速報，2006年7月25日
- 高雄小行星 （页面存档备份，存于）
- 周杰倫小行星 （页面存档备份，存于）
- 綻放真台灣4- 星空搜捕手/ GIO4- Star Trackers （页面存档备份，存于）
- 國家地理頻道- 星空搜捕手- Star Trackers
- 周杰倫 驚嘆號簽唱會 part03(介紹周杰倫小行星) （页面存档备份，存于）

## 外部連結
- 蔡元生個人網頁 （页面存档备份，存于）
- 蔡元生的Facebook專頁
- 蔡元生的新浪微博